# 稲荷神社 (館林市高根町)
稲荷神社（いなりじんじゃ）は、群馬県館林市高根町の神社。

## 鎮座地
多々良沼北東の内陸古砂丘上にあたる、高さおよそ4mの山上に坐する。これは古墳の墳丘と推定されている。

## 歴史
館林藩が編纂した幕末の地誌『封内経界図誌』高根村明細に村鎮守5社が記載されているうち、「稲荷大明神」として記録が残っている。
享保15年（1730年）に正一位として宗源宣旨を受けたが、これは現存し館林市立資料館に収蔵されている。
1910年（明治43年）に、大山祇神社に合祀されている。

## 交通アクセス
- 渡瀬駅より徒歩24分。